# Purmerbos

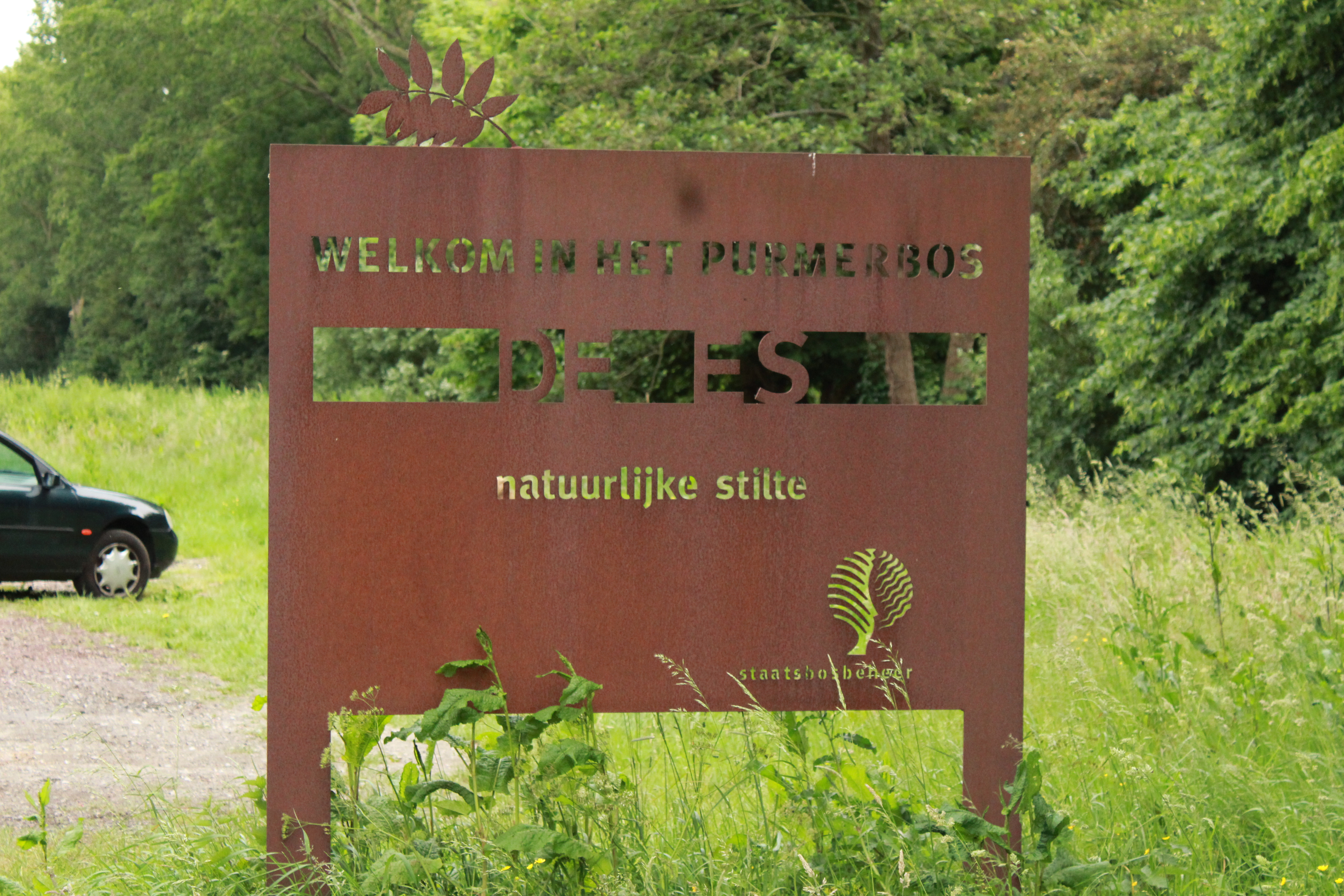
Ingang van het Stiltebos "De Es": natuurlijke stilte in het zuidelijk deel van het Purmerbos.

Het Purmerbos is een natuurgebied in Noord-Holland dat wordt beheerd door Staatsbosbeheer. Het Purmerbos ligt ten oosten van Purmerend, tegen de wijk Purmer-Zuid en Purmerbuurt. Het oppervlak van het natuurgebied bedraagt 262 hectare. Per jaar heeft het loofbos zo’n 1-1,5 miljoen bezoekers, wat het een gemiddeld druk bezocht bos maakt. Het unieke karakter spreekt uit de zeldzame varens die het bos huist. Het Purmerbos is het meest varenrijke bos in Noord-Holland. Het loofbos bestaat uit twee losstaande delen. Het noordelijk deel bevat het speelbos en een groot hondenlosloopgebied. Het zuidelijk deel is een natuur- en stiltebos.

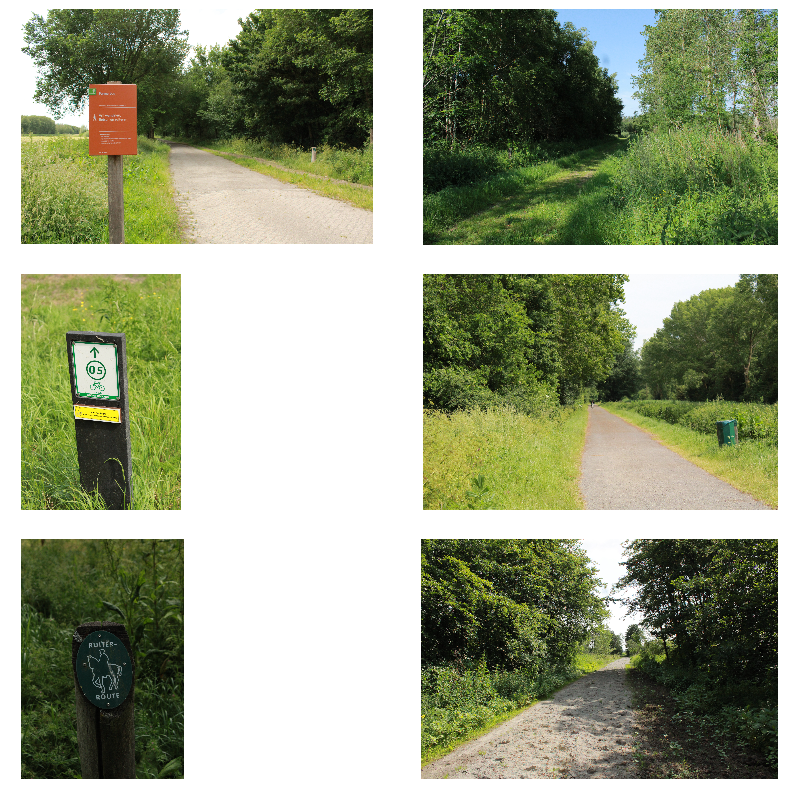
Verschillende wandel-, fiets- en ruiterpaden die door het Purmerbos lopen.

Door zowel het noordelijk als zuidelijk deel lopen wandel-, fiets- en ruiterroutes. Het Purmerbos voorziet in de vraag naar recreatie en ontspanning, ook voor mindervaliden.
Tussen deze twee aparte gebieden ligt een stuk weiland met een doorgaand fietspad tussen Monnickendam en Purmerend (de Groeneweg). Er is bewust gekozen om dit deel weiland niet te betrekken bij het bos om de veiligheid van de fietsers te waarborgen.
Gelegen in de Purmer, een polder, staat het Purmerbos op een klei-ondergrond. Het bos bestaat voornamelijk uit aangeplante snelgroeiende populieren, maar in de loop der jaren is de biodiversiteit gestegen. Dit is het resultaat van zowel natuurlijke processen als bewuste, menselijke ingrepen om het natuurgebied te verfijnen. Het ontwerp van van het Purmerbos is gebaseerd op dat van een droogmakerij, met veel rechte sloten. Het landschap is dan ook op te delen in verschillende percelen.

## Geschiedenis
De aanleg van het Purmerbos is begonnen in 1988. Het gebied is een droogmakerij die eerst in gebruik was voor veeteelt en akkerbouw. Daarna heeft de gemeente Purmerend de grond opgekocht voor huizenbouw. Dit bouwproject is echter niet doorgegaan, waarna Staatsbosbeheer is ingestapt om de kale grond om te toveren tot een bos. Staatsbosbeheer heeft de grond opgekocht met de intentie een akker met bomen voor houtproductie te maken. Hiervoor werden populieren gebruikt die door hun snelle groei in vijftien jaar gekapt zouden kunnen worden.
Houtproductie bleek later niet meer het belangrijkste doel voor Staatsbosbeheer. Er worden nog steeds bomen gekapt, maar alleen als dit om andere redenen noodzakelijk is. Oogsten gebeurt wanneer het bos eraan toe is, als onderhoud, niet op vraag en aanbod. Het noordelijk deel, dat voor houtproductie was aangelegd, is na vijftien jaar meer ingericht voor recreatie en is nu een losloopgebied voor honden. Het zuidelijk deel heeft altijd de functie van natuurbos gehad, dat na verloop van tijd meer ingericht werd tot een ontmoetingsplek in de natuur met onder andere meer wandelpaden. De populieren werden afgewisseld met verschillende struiken om het bos aantrekkelijker te maken voor natuurliefhebbers.
De visie op het Purmerbos is sinds 1988 dus veranderd en aan recreatie werd een steeds grotere prioriteit gegeven. De gemiddelde burger en de (lokale) politiek zijn belangrijke spelers binnen deze transitie. Hun opvattingen, beleid, beheer en kijk op het Purmerbos zijn in de loop der jaren veranderd. De samenstelling van het bos is hierop aangepast. Het noordelijk en zuidelijk deel hebben nog steeds een verschillende indeling, verschillend bezoekersbeleid en verschillende mate van actief beheer. Maar in beide delen staat recreatie hoger in het vaandel dan in de tijd vlak na de oprichting van het natuurgebied. Zo zijn de drie speelweides in het zuidelijk deel van het Purmerbos getransformeerd tot een vlinderweide en twee lege weides die niet meer gebruikt worden als speelweide vanwege de natte bodem. Tegenwoordig worden bomen niet meer in rechte rijen op de percelen geplaatst. Hiervoor is gekozen om het bos natuurlijker te laten ogen en een vriendelijker uitstraling te creëren. Om het voor de bezoekers nog aantrekkelijker te maken, zijn informatieborden toegevoegd over de flora en fauna in het Purmerbos.
De storm van 25 juli 2015 had tot gevolg dat veel bomen zijn omgewaaid of zodanig verwoest dat ze verwijderd moesten worden. Ook heeft het Purmerbos last gehad van de essentaksterfte, wat de samenstelling van het bos sterk heeft veranderd. Na zulke natuurrampen wordt de inschatting gemaakt of actief beheer op zijn plaats is of dat men de natuur haar gang laat gaan. Staatsbosbeheer is in deze eindverantwoordelijk.

## Ecologie
Het Purmerbos is een aangeplant bos op kleigrond. Kleigrond bevat veel voedingsstoffen en houdt water goed vast, waardoor snelgroeiende planten goed gedijen. Planten als brandnetels, akkerdistels en kleefkruid zijn met name in het voorjaar en in de zomer overvloedig aanwezig. Naast deze kruidachtige planten staan er veel populieren, hiervan is een snelgroeiende variant geplant bij de aanleg van het bos.

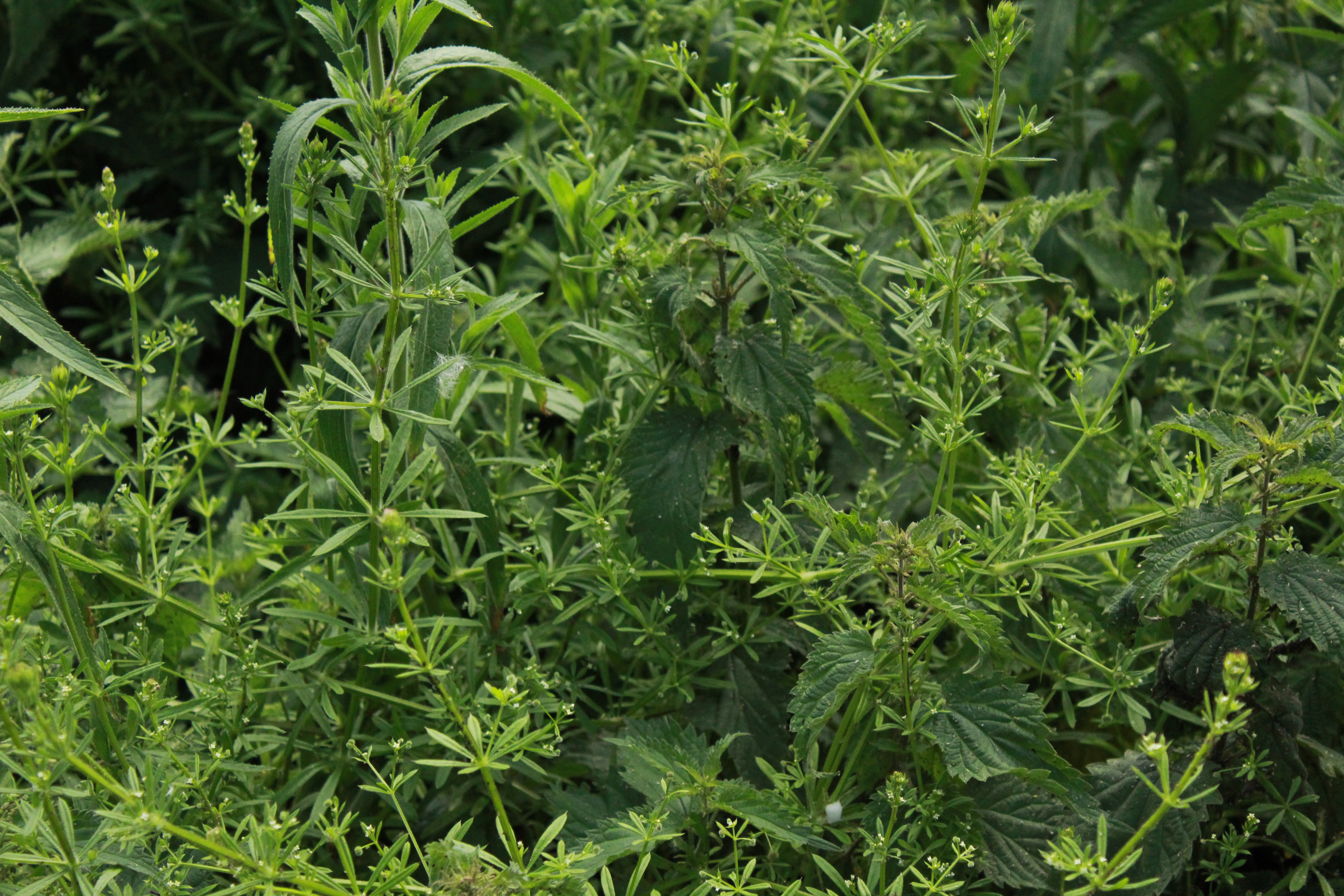
Verschillende typen onkruid, zoals kleefkruid en brandnetels, duiken op in gebieden naast wandel-, fiets- en ruiterpaden in het Purmerbos.

Naarmate het bos ouder wordt, accumuleert meer organisch materiaal op de bodem, voornamelijk door bladval van planten. Hierdoor daalt de pH-waarde van de grond en ontstaat zure humus, wat ervoor zorgt brandnetels en distels minder goed groeien. Hierdoor krijgen andere soorten een kans om zich te vestigen. Een goed voorbeeld hiervan zijn braamstruiken, die niet door mensen zijn geplant maar zichzelf hebben verspreid naarmate het Purmerbos ouder werd. Over het algemeen zorgt een armere bodem (met minder voedingsstoffen) voor een hogere biodiversiteit dan rijke grond. De verwachting is dan ook dat de plantendiversiteit in het Purmerbos met de tijd zal toenemen, terwijl de bodem armer wordt. Vandaag de dag is er al veel meer ondergroei aanwezig in het bos dan dertig jaar geleden, vlak na de oprichting van het Purmerbos.
Naast de natuurlijke aanwas van nieuwe soorten zoals bramen, worden ook andere soorten aangeplant, met name langzaamgroeiende bomen en struiken met bessen. De struiken met bessen, bijvoorbeeld vogelkers en lijsterbes, trekken vogels aan die vervolgens in de struiken en bomen een nestplaats vinden. Specifieke percelen zijn op deze manier speciaal ingericht voor vogels. Met de keuze voor de plantensoorten die op de percelen geplant worden, wordt rekening gehouden met de bloeitijd en wanneer de soorten vruchten en bladeren dragen. Dit wordt zo gedaan met het idee dat de vogels het hele jaar voedsel en beschutting kunnen vinden.
Naast de vogelpercelen is er ook een gedeelte rietland waar veel rietvogels een woonplaats hebben gevonden, zoals rietzangers en zelfs de incidentele blauwborst. Een speciale moeraswerkgroep van het IVN werkt voor dit gebied samen met Staatsbosbeheer om deze bijzondere leefomgeving te behouden.

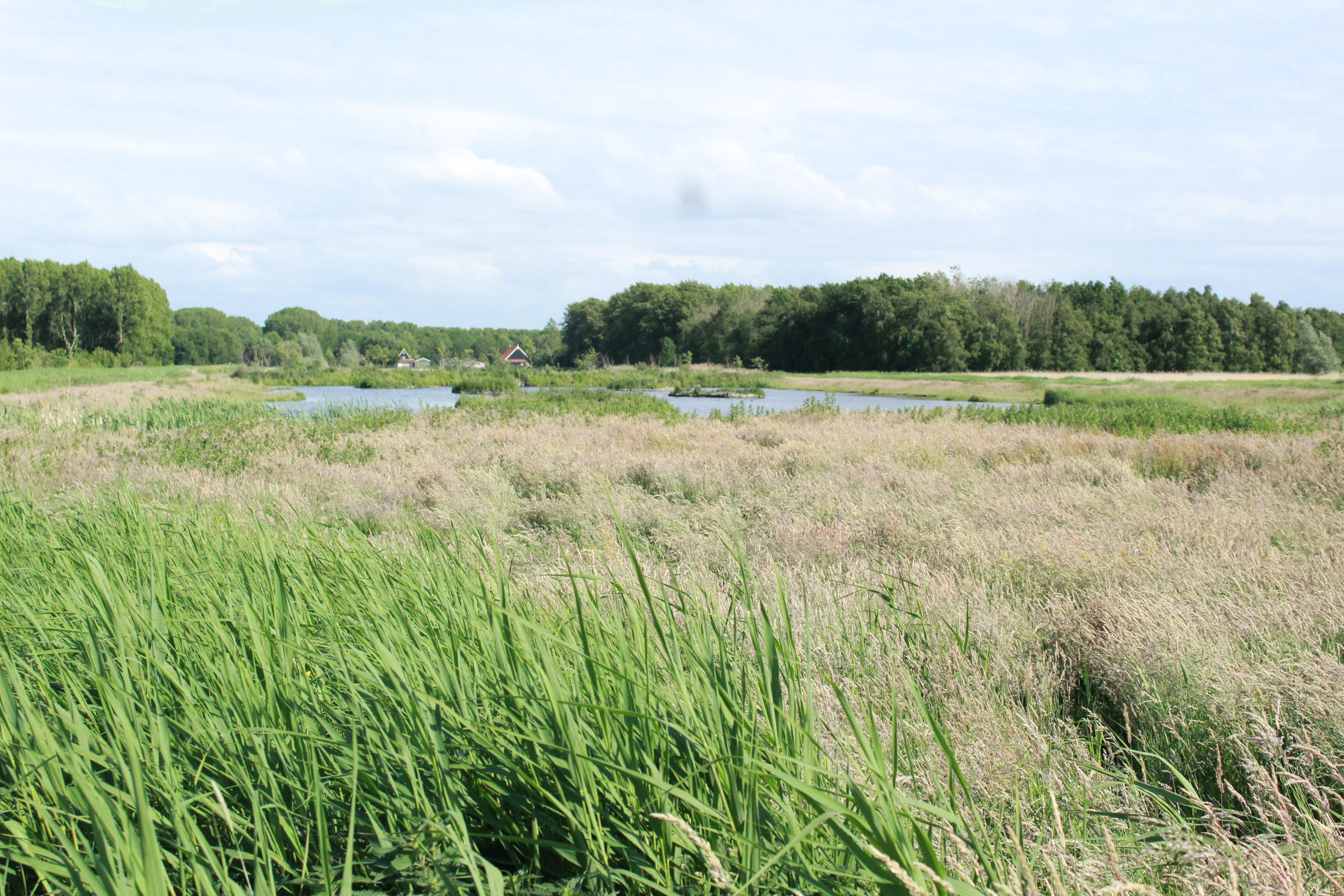
Moerasperceel met rietland in het zuidelijk deel van het Purmerbos, waar vele (riet)vogels zich vestigen.

De open plekken die ontstaan zijn door zomerstormen en essentaksterfte zijn niet allemaal opnieuw ingevuld met nieuw aangeplante bomen. Bepaalde percelen zijn open of half open gelaten. De planten die zich daar vestigen, zijn vaak kruiden met bloemen die vlinders, bijen en andere insecten aantrekken. Ook sommige velden die in eerste instantie aangelegd zijn als recreatievelden worden getransformeerd tot vlindervelden en plukvelden. Verspreid door het bos dragen planten bij aan de ondersteuning van insecten, zoals akkerdistels en brandnetels. Ook is in het stiltebos een insectenhotel gebouwd.
De waterhuishouding in het bos berust vooral op de vele rechte sloten die het bos opdelen in percelen. Sloten die niet belangrijk zijn voor de toe- en afvoer worden door Staatsbosbeheer niet meer onderhouden en deze vullen zich langzaam maar zeker op met kruidachtige planten en struiken. De sloten die wel bijdragen aan de waterhuishouding worden gereguleerd. Door de grote hoeveelheid waterplanten en riet is de waterkwaliteit hoog. Dit is te zien aan de grote aantallen libellen en waterjuffers die rond de sloten vliegen. Bij de aanleg van het Purmerbos is een helofytenfilter opgezet om het water extra te zuiveren, maar deze bleek overbodig en is niet meer in gebruik.

## Beheer
Het Purmerbos valt onder de hoede van Staatsbosbeheer. Staatsbosbeheer is dan ook schouwplichtig voor het natuurgebied en zorgt dat de sloten en oevers worden onderhouden. De wandel-, fiets- en ruiterpaden worden vrijgehouden van planten. Hiertoe worden de regio’s waar bezoekers mogen genieten van de natuur gemaaid. Bij het maaien wordt rekening gehouden met zeldzame en schaarse planten- en dierensoorten, bijvoorbeeld de unieke varensoorten en orchideeën die voorkomen in het Purmerbos.
Voor het beheer van het bos zijn twee verschillende inkomstenbronnen. De eerste gelden komen voort uit de opbrengst van de houtoogst. Dit hout is afkomstig van bomen die gekapt worden om het bos te dunnen of wanneer bomen op leeftijd zijn. Ten tweede wordt het Purmerbos financieel ondersteund door de provincie Noord-Holland (Subsidiestelsel Natuur en Landschap (SNL).

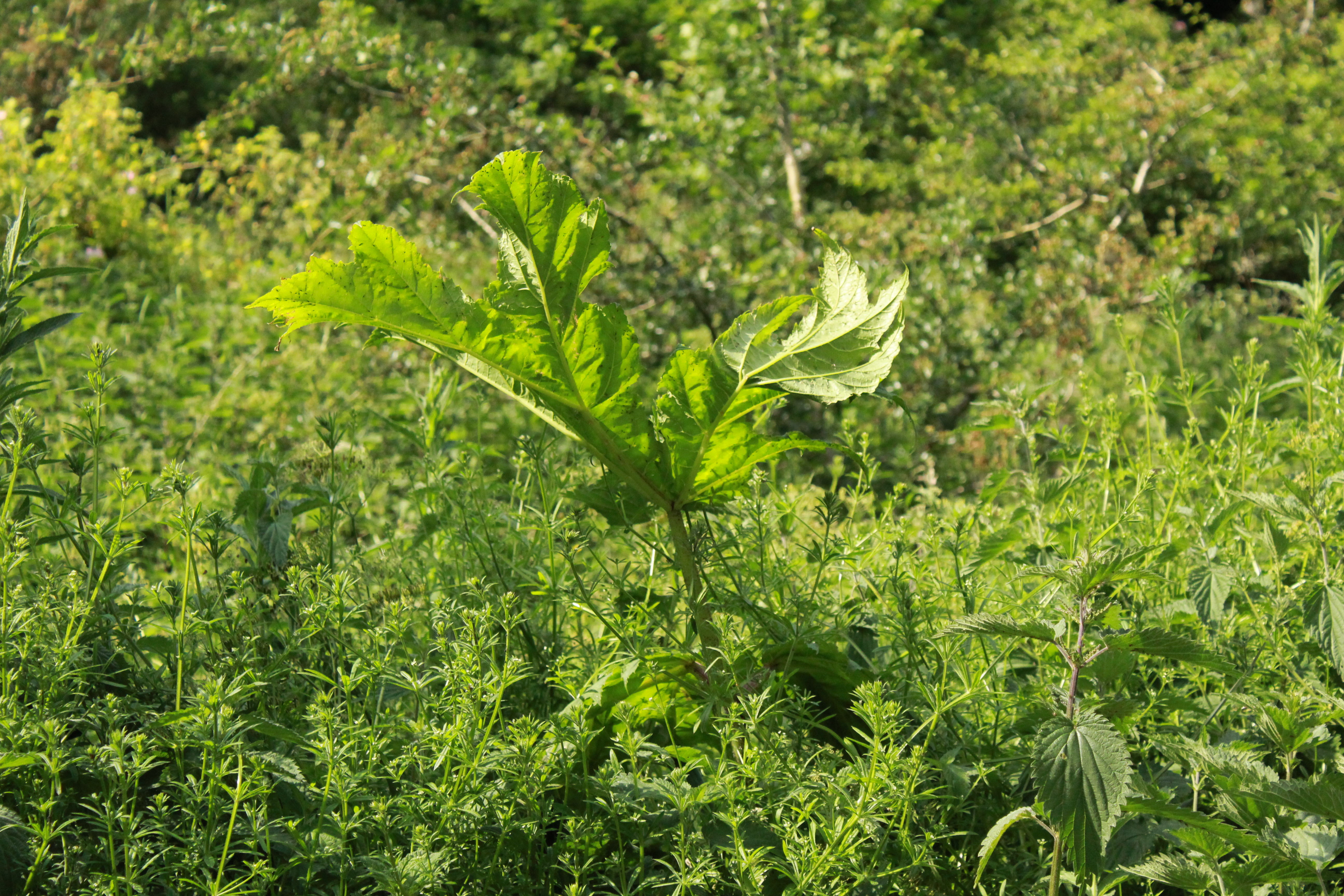
Een reuzenberenklauw in het zuidelijk deel van het Purmerbos.

Werk dat verricht moet worden, gebeurt vaak in samenwerking met vrijwilligers. Deze helpen bijvoorbeeld bij het planten van jonge bomen en opruimen van omgevallen of omgewaaide bomen. Daarnaast is de vogelwerkgroep IVN Waterland actief in het Purmerbos. Deze werkgroep heeft verantwoordelijkheid gekregen over een specifiek perceel in het bos, gelegen aan de Purmerringdijk. De natte ondergrond van dit gebied trekt verschillende vogels aan en heeft een moerassig karakter. De IVN werkgroep heeft er een volwaardig moeras van gemaakt en onderhoudt deze elke zaterdagochtend in de winterperiode. Dit rietgebied is een aantrekkelijke verblijfplaats voor allerlei soorten (riet)vogels en andere dieren.

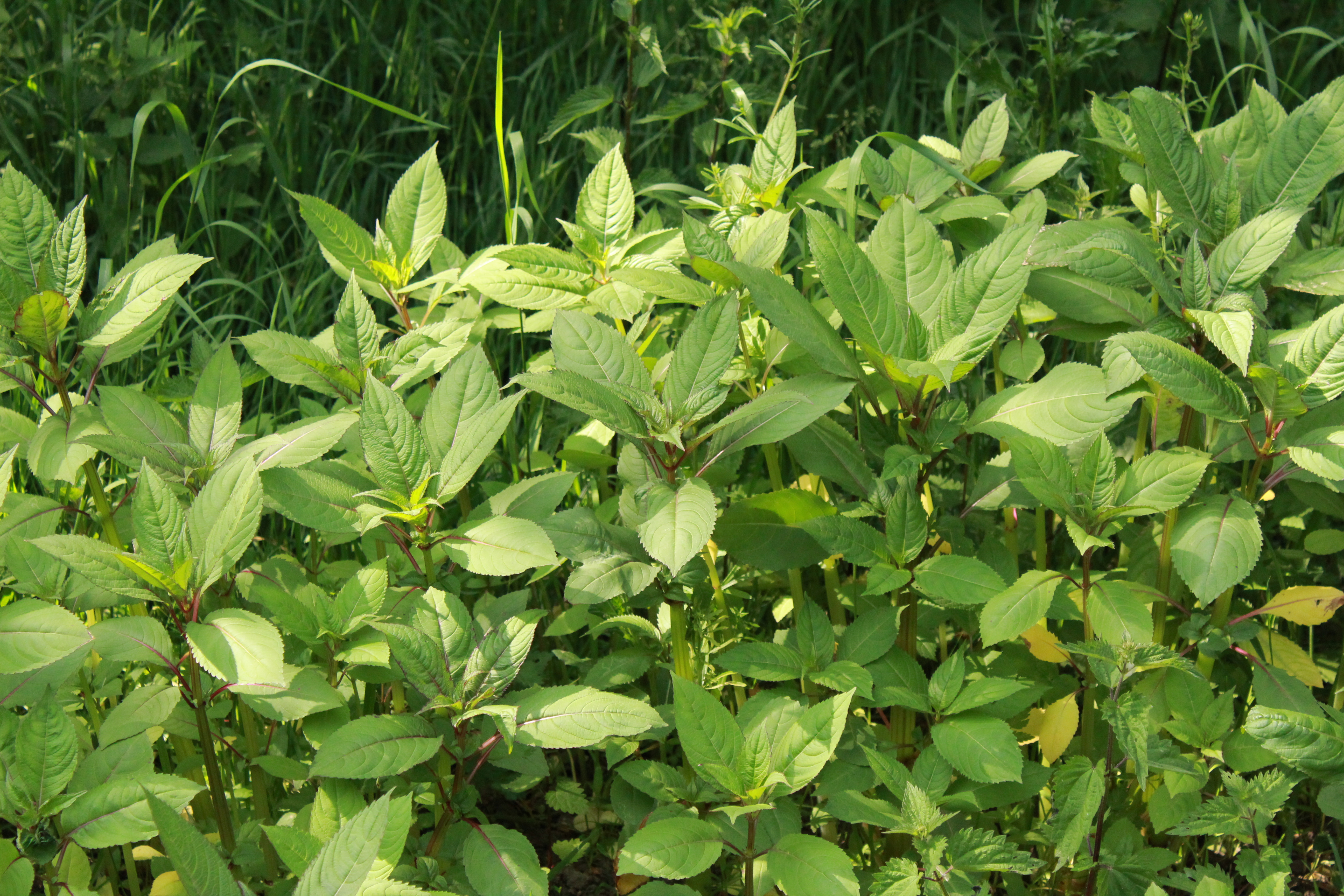
Springbalsemien in het zuidelijk deel van het Purmerbos.

Er is actief beheer tegen exoten, in het bijzonder de reuzenberenklauw (Heracleum mantegazzianum), aan de hand van de lijst van invasieve soorten, ofwel de unielijst. Wegens extreme overlast is de reuzenberenklauw in het Purmerbos in het verleden chemisch bestreden. Nu wordt alleen nog maar aan handmatige bestrijding gedaan door de kop van het onkruid eraf te snoeien. Springbalsemien (Impatiens glandulifera) is ook veel voorkomend in het Purmerbos. Deze plantensoort is lastig te elimineren, maar Staatsbosbeheer poogt uitbreiding tegen te gaan.

## Noemenswaardige soorten
Populieren (Populus) zijn de voornaamste bomen in het Purmerbos. Populus is een geslacht uit de wilgenfamilie (Salicaceae).

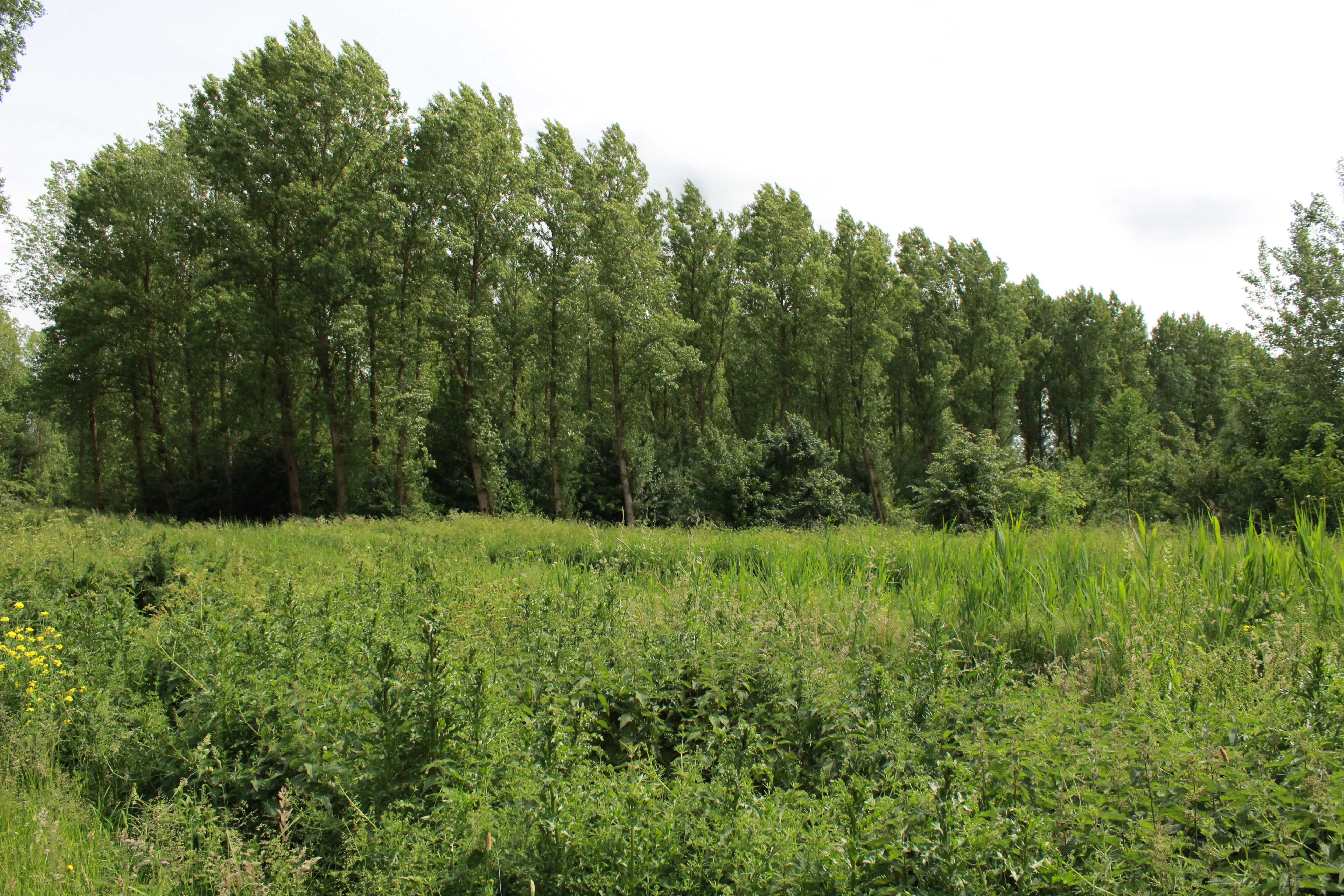
Perceel met populieren, geplant in rechte rijen, in het zuidelijk deel van het Purmerbos.

De populier is een snelgroeiende boom en kan tot veertig meter hoog worden. Met de twee oorspronkelijke doelen van het Purmerbos in gedachten, recreatie en houtproductie, is het een logische keuze om snelgroeiende bomen te planten. Het plan was namelijk om iedere vijftien jaar populieren te kappen voor de houtindustrie en vervolgens nieuwe stekjes te planten. Naast snelgroeiende bomen is er ook bewust gekozen voor percelen met diverse typen langzaamgroeiend hardhout. Ten eerste voor de afwisseling van houtproductie en ten tweede voor de verfijning van het natuurlijke aangezicht. Eik (Quercus), els (Alnus), Corylus, wilg (Salix) en Fraxinus zijn geslachten van bomen waar de keuze op valt om te planten naast populieren in het Purmerbos. Het aantal essen is landelijk flink gedaald sinds de opmars van de essentaksterfte in 2016. De es is dan ook minder aanwezig in het Purmerbos dan de andere genoemde langzaamgroeiende bomen.
Sins de oprichting van het Purmerbos in 1988 kwam recreatie steeds hoger in het vaandel te staan. Om een afwisselende en vollere aanblik voor de bezoeker te creëren, is gekozen om struiken tussen de hogere bomen te planten. Dit biedt ook variatie in kleur gedurende het hele jaar in de verschillende seizoenen. Vooral in de ruimte tussen de wandel-, fiets- en ruiterpaden en de eerste rij hogere bomen zijn struiken geplant. Veel voorkomende struiken in het Purmerbos zijn onder andere meidoorns (Crataegus), esdoorn (Acer), kers (Prunus) en lijsterbes (Sorbus).
Besdragende struiken en bomen trekken allerlei soorten vogels aan. Buizerd, meeuw, koekoek, rietzanger, scholekster en putter zijn een greep uit de vele vogels die gespot kunnen worden in het Purmerbos. Ietwat zeldzamere soorten zoals de bruine kiekendief, de blauwborst, de wielewaal en de porseleinhoen begeven zich ook in de vogelpercelen en het rietland. De groene specht is een zeldzame specht die zich ook weleens vertoont in het Purmerbos. In de mildere winters van tegenwoordig gedijt de groene specht goed.

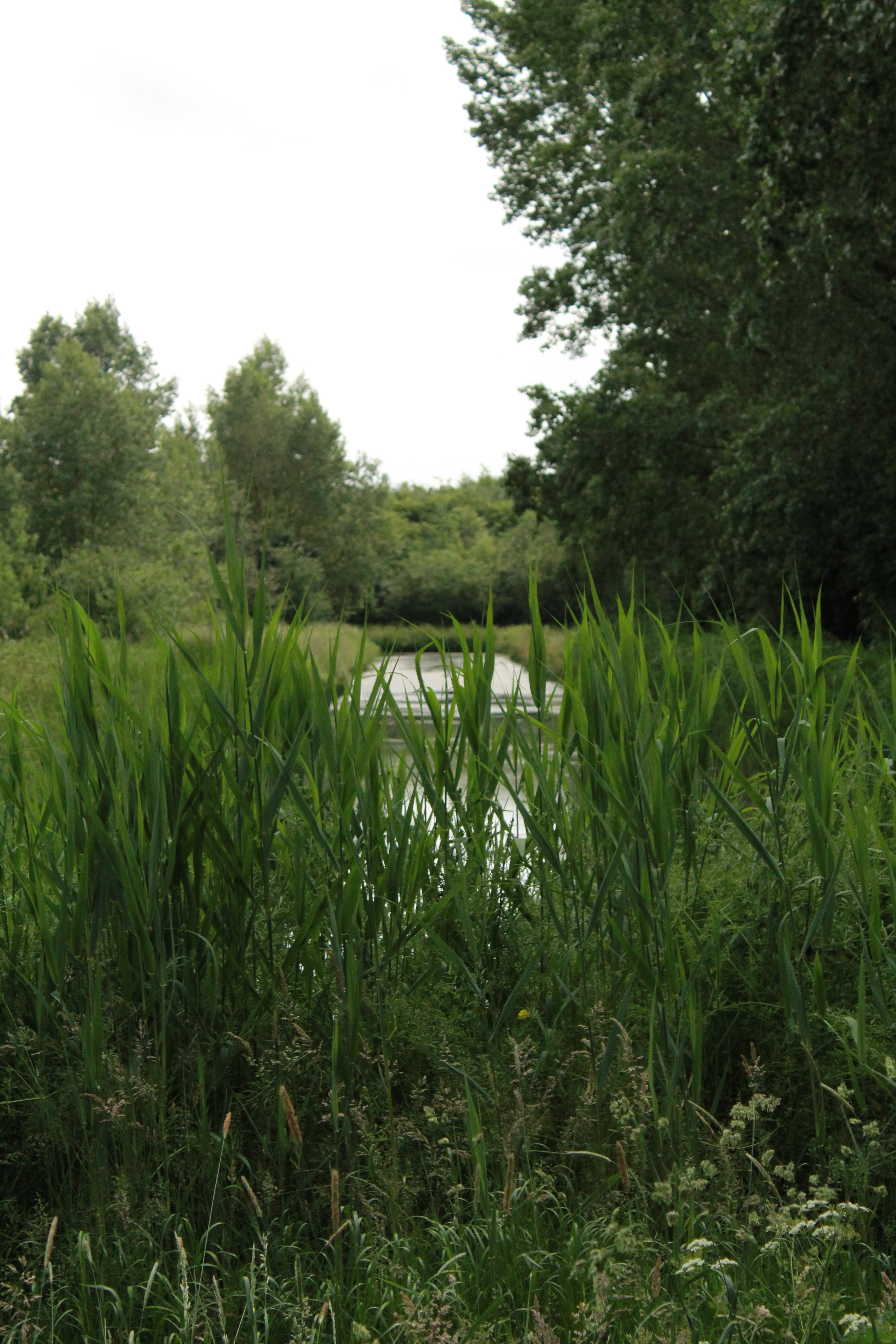
Waterplanten en riet aan de rand van een sloot in het zuidelijk deel van het Purmerbos.

Naast vogels zijn overal in het bos vlinders en bijen te vinden bij de struiken en bomen. Voornamelijk bij de akkerdistels en brandnetels treft men een overvloed aan insecten aan. Het insectenhotel in het stiltebos is ook een paradijs voor insecten. Libellen worden vooral aangetrokken door de vele sloten die kaarsrecht door het landschap van het Purmerbos lopen. Deze sloten worden aan de rand bezet door diverse waterplanten en verschillende soorten riet.
Het rietland biedt vele rietvogels een broedplaats en voorziet de zeldzame Noordse woelmuis van een verblijfplaats. Toen het natuurgebied nog voornamelijk rietland was, vlak na de oprichting in 1988, vertoonden runderen zich ook in het Purmerbos. Tegenwoordig wordt groot wild niet tot nauwelijks aangetrokken door het landschap en de ecologie van het bos. In het geval dat groot wild wordt gespot in het Purmerbos, wordt het verwijderd met het oog op de veiligheid van de burger en het verkeer op de aangrenzende wegen. Bijzondere dieren als vos en hermelijn zijn af en toe te vinden in het boslandschap. Opvallend is dat eekhoorns niet voorkomen in het Purmerbos. De redenen hiervoor zijn dat het natuurgebied redelijk geïsoleerd ligt in Noord-Holland en dat het bos volstaat met loofbomen, terwijl eekhoorns naaldbomen prefereren voor het verstoppen van hun voedsel.
Het Purmerbos huist enkele zeldzame varensoorten. De unieke geschubde mannetjesvaren (Dryopteris schorapanensis) is in december 2014 ontdekt door Sipke Gonggrijp. Voor de ontdekking had deze geschubde mannetjesvaren nog geen naam; dat geeft aan hoe uniek de vondst is. In februari 2015 heeft Sipke Gonggrijp ook de smalle ijzervaren (Cyrtomium fortunei) aangetroffen in het bos. Deze vondsten maken het Purmerbos het meest varenrijke bos van Noord-Holland, met een aantal zeldzame soorten als vlaggenschip. Naast unieke varens zijn er ook zeldzame orchideeën in het bos te vinden. De bijenorchis (Ophrys apifera) is een plant met een bloem in de vorm en kleuren van een bij. Op deze manier trekt zij op een bijzondere manier bestuivers aan, zoals de bij. Ook huist het moeras in het zuidelijk deel van het Purmberbos de rietorchis (Dactylorhiza majalis), een soort waarvan het voorkeurshabitat wordt bedreigd door drooglegging en landbouwactiviteiten.

## Woningbouw

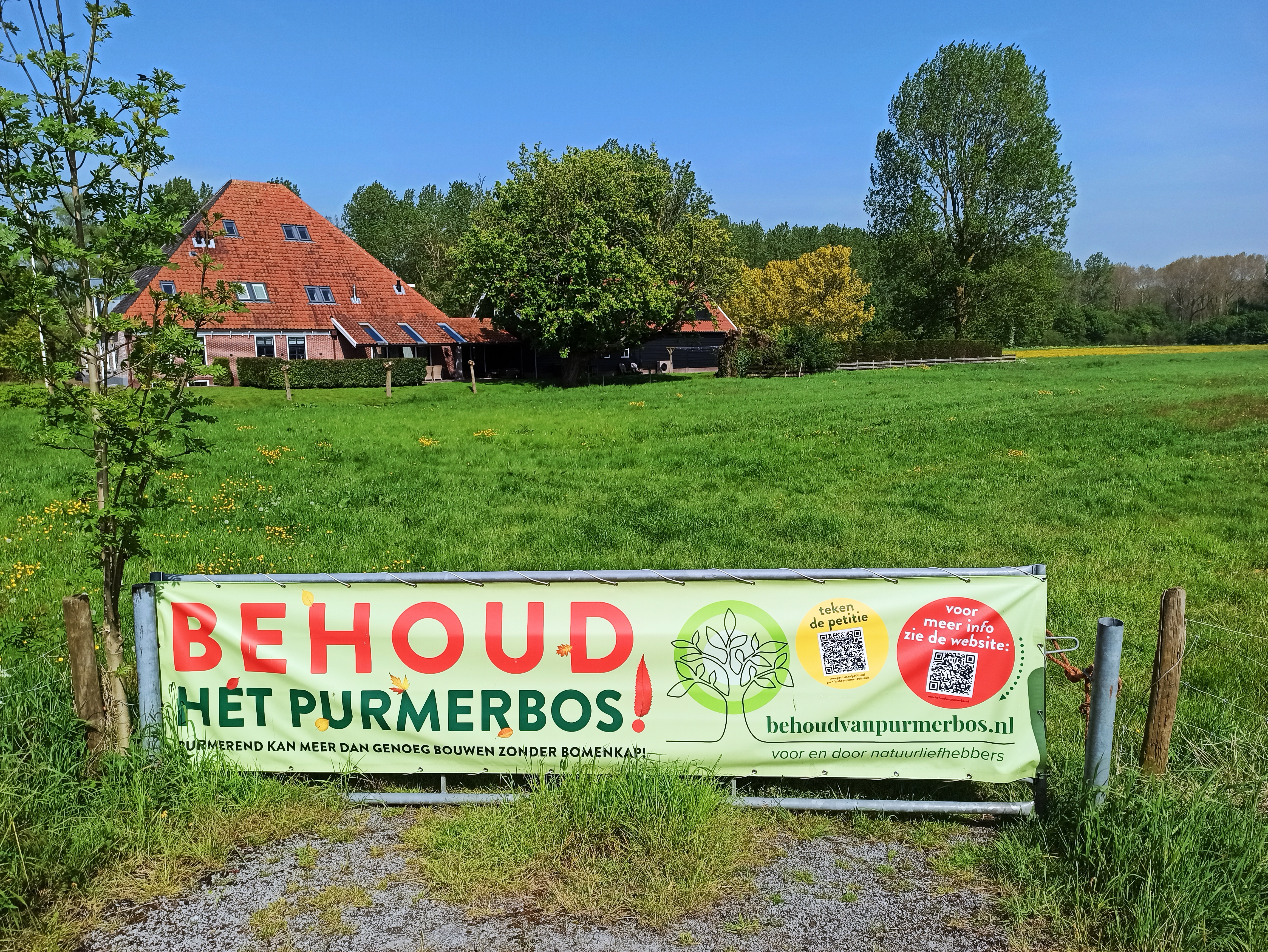
Oproep tot behoud van het Purmerbos

Er zijn plannen om (een deel van) het gebied te gebruiken voor woningbouw in het kader van het project 'Oostflank Purmerend'. Echter niet iedereen is het daarmee eens.